# Bludzie Wielkie (osada)
Bludzie Wielkie (niem. Groß Bludszen, 1928–1936 Bludszen) – osada w Polsce położona w województwie warmińsko-mazurskim, w powiecie gołdapskim, w gminie Dubeninki na obszarze Parku Krajobrazowego Puszczy Rominckiej.
W latach 1975–1998 miejscowość administracyjnie należała do województwa suwalskiego.
Podczas akcji germanizacyjnej nazw miejscowych i fizjograficznych historyczna nazwa niemiecka Bludszen została w 1938 r. zastąpiona przez administrację nazistowską formą Bludschen, a ta z kolei jeszcze w tym samym roku sztuczną formą Forsthausen.
We wsi znajduje się zabytkowy cmentarz ewangelicki (nr ew. NID A-3008) oraz zabytkowy park dworski z przyległym terenem zabudowy gospodarczej (A-1985).
Inne miejscowości o nazwie Bludzie: Bludzie Małe